# 海洋温度差発電

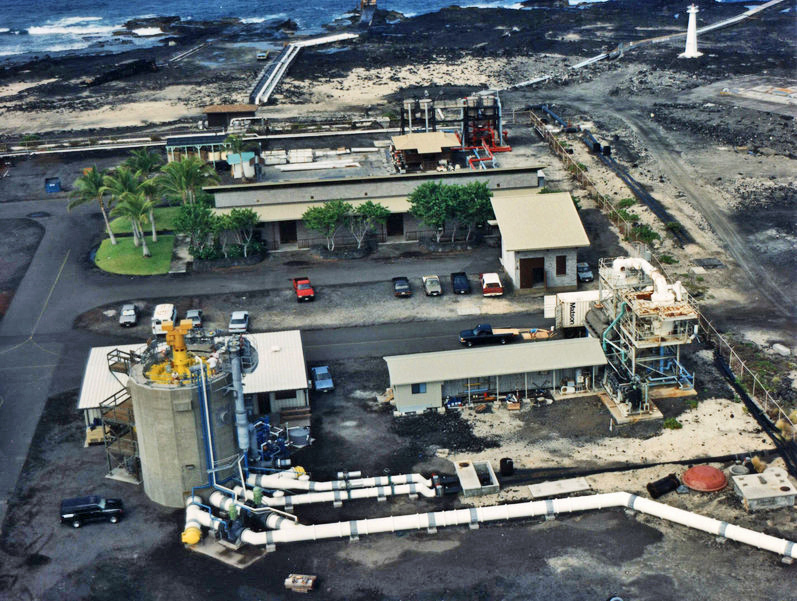
ハワイのコナコーストにある陸上型OTEC施設の全景（アメリカ合衆国エネルギー省）

海洋温度差発電（かいようおんどさはつでん）またはOTEC (英: Ocean Thermal Energy Conversion) は、海洋表層の温水と深海の冷水の温度差を利用して発電を行う仕組みである。深海（水深1000m程）から冷水を海洋表層へ汲み上げ、海洋表層の温水との温度差を利用してエネルギーを取り出す。

## 概要

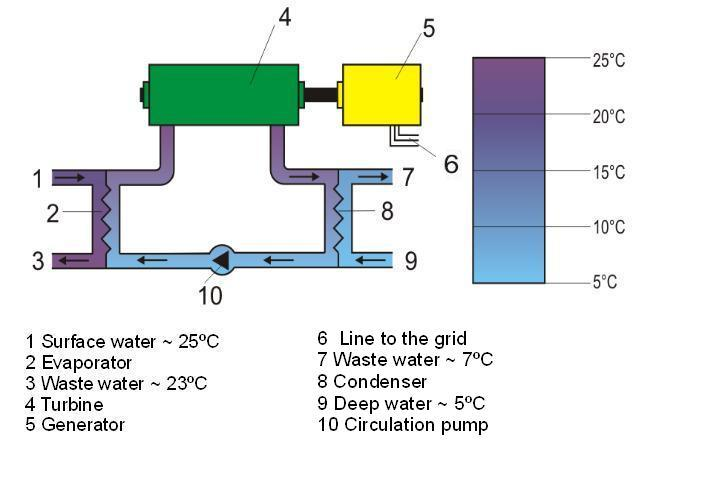
海洋温度差発電（OTEC）模式図

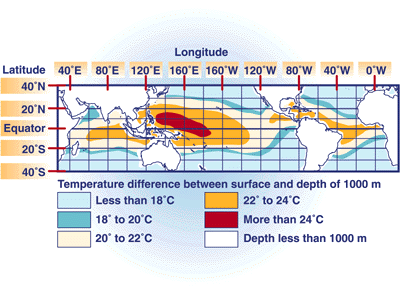
海面と水深1000mの水温の温度差

海洋温度差発電（OTEC）は緯度20度までの熱帯において、深海と表層の水の間に存在する温度差を利用して熱機関を動かすことによって発電する。基本的な原理としては、アンモニアなど沸点の低い媒体を表層の暖かい温水によって気化し、気化した気体によって発電タービンを回転させ電力を得る。気化した媒体は深層の冷たい冷水により液化させた後、再度表層の温水による気化装置に供給される。装置の稼動には表層、深層から海水を取り込むポンプを稼動させるための電力を要するが、発電によって得られる電力の一部によってこれを賄う。
海洋は絶えず太陽によって熱せられ、地球表面の70%近くを覆っているのに対し、深層の水は比較的低温（10℃以下）であり、この温度の違いは人間が使うために開発される可能性を秘めた膨大な量の太陽エネルギーを含んでいる。もしもこの抽出を大規模に経済的に行えば、人口がもたらすエネルギー問題を解決できる可能性がある。水力などの他の海洋エネルギーの選択肢と比べて1桁か2桁多くの総エネルギーを利用できるが、温度差が小さいとエネルギーの抽出は困難で高価なものになる。従って典型的なOTECシステムの全体的効率は1%から3%しかない。
熱機関の概念は工学においてはごく一般的なもので、人類が利用するほぼ全てのエネルギーは何らかの形式で熱機関を利用する。熱機関では高温貯留層（コンテナなど）と低温貯留層の間に機器を置く必要がある。熱が一方から他方に流れるので、エンジンはある程度の熱を仕事の形で抽出する。この原理を用いて熱からエネルギーを取り出すのが蒸気タービンや内燃機関である。逆に、エネルギーを使うことで自然の熱の流れに逆らい熱の差を作り出すのが冷蔵庫である。OTECは燃料を燃やして得る熱エネルギーを使うのではなく、太陽熱で温められた海洋で生じる熱の差を使ってエネルギーを引き出す。
OTECでは太陽によって温められた海洋表面の水と深海（1000mまで）の冷たい水の温度差を利用して熱機関を動作させる。赤道から20度以内の海洋であれば、表層と深海で20℃の温度差がある。熱帯沿岸地域、およそ南回帰線と北回帰線の間はこれらの条件を満たしている。

## 開発史
最新の技術であるかのように思えるが、OTEC技術は新しいものではない。19世紀後半から始まり間歇的に進歩してきたものである。1881年、フランスの物理学者ジャック＝アルセーヌ・ダルソンバール (en:Jacques-Arsène d'Arsonval) が海洋の温度エネルギーの開発を提案した。しかし実際にはダルソンバールの教え子のジョルジュ・クロードが最初のOTECプラントを建設した。クロードは1930年にキューバにプラントを建てた。このシステムは低圧のタービンで22kWの電力を作り出した。
1935年、クロードは ブラジルの沖に停泊させた10,000トンの輸送船を使った別のプラントを建てた。両方のプラントは正味電力を生成できるようになる前に、天候と波によって破壊されてしまった（正味電力とは生成した電力からシステムを動作させるのに必要な電力を引いたものである）。
1956年、フランスの科学者たちは、コートジボワールのアビジャンに設置するために別の3MWのOTECプラントを設計した。しかし、そのプラントは非常に高価なために完成することはなかった。
アメリカ合衆国政府は、ハワイのコナコーストにあるKeahole Pointeのハワイ州立自然エネルギー研究所 (NELHA) が設立された1974年にOTECの研究に着手した。この研究所は世界のOTEC技術を先導する実験施設となった。
日本政府もまたOTEC技術の開発研究への資金提供を継続している。
インドではタミル・ナドゥの近くで1MWの浮体式OTECプラントを試験的に稼働した。インド政府は浮体式OTECの開発など様々な研究に対して出資を続けている。

## 計画中のプロジェクト
計画段階のOTECプロジェクトに、インド洋のイギリス領ディエゴガルシア島にあるアメリカ合衆国海軍基地向けの小さなプラントがある。提案された8MWプラント（2MWガスタービンでバックアップ）によって、既存の15MWガスタービン発電装置は置き換えられるだろう。アメリカ合衆国の企業もまたグアムに10MWのOTECプラントの建設を提案している。
2013年4月、アメリカのロッキード・マーティン社は中華人民共和国の不動産開発業者であるReignwood Groupと海洋温度差発電所建設に関する契約に調印、出力10MWの試験プラントの建設を2014年から始めるとしている。

### 日本の取り組み
佐賀大学の上原春男教授のグループが1994年にアンモニアと水の混合媒体を冷媒に用いた「ウエハラサイクル」を発明した。従来のランキンサイクル（媒体に純アンモニアを用いる）と比較して50 - 70%サイクル熱効率が向上し、実用レベルの効率を持つ海洋温度差発電プラントを実現できるようになった。
日本の領土で唯一北回帰線より南にある沖ノ鳥島は、島のすぐ近くで急激に深くなる海底地形も含め、海洋温度差発電の適地であるとして、島が属する東京都知事である石原慎太郎(当時)は、島に実験的に発電プラントを建設する計画があることを明らかにしている。沖ノ鳥島は経済活動を行えない岩礁であるという中国の主張に対抗するため、佐賀県選出の元参議院議員陣内孝雄ら自民党の議員も推進していたが未だ実現には至っていない。
2012年1月26日、沖縄県産業政策課は久米島町にある海洋深層水研究所において2013年初頭に100kw級の発電プラントを設置し、商用化に向けた実証試験を開始すると公表した。1年間の連続運転を予定しており、実際の発電能力や稼働率を検証し実用化への課題を探るとしている。事業費は約5億円の見込みで、2月定例県議会に予算案が提出される。国内においては佐賀大学の海洋エネルギー研究センターが30kw級実験プラントを佐賀県伊万里市で稼働中であるが、沖縄県によれば商用化を視野に入れた実海域での実証試験は世界初だという。
2013年6月16日、沖縄県久米島で佐賀大学海洋エネルギー研究センターの研究チームが開発し、沖縄県が主体となり建設した「海洋温度差発電実証プラント」（出力50kw）が試験運転を開始した
。
2015年3月、久米島で3年間の実証事業が終了するにあたって、さらに2年間の追加プロジェクトで技術開発を継続することが決定。
2015年4月、久米島での2年間の次フェーズプロジェクト開始。発電効率を向上させるための技術開発に加えて、発電後の深層水を利用したコスト削減の手段の開発にも取り組む。
2016年10月、佐賀大学、神戸製鋼所、沖縄県、久米島町などは出力を100キロワットに上げ、発電効率を1割以上高め、海洋深層水の二次利用も開始する実証第2段階に移ると発表した。
久米島での海洋温度差発電実証事業は2019年度から久米島町主体に移行し、2022年度には商船三井などが参加した。

## 用途
OTECにはエネルギー発生以外の重要な利点がある。

### 冷気と温海水の温度差から得られるエネルギー
冬の北極沿岸の地域では、海水の温度は局所的な気温と比べて 40℃(70°F) も高いことがある。クローズドサイクルOTECシステムに基づいた技術がこの温度差を活用できるかもしれない。深海の水を抽出する長いパイプが不要になるため、この概念に基づいたシステムはOTECよりも安く作れる可能性がある。この方法は、海水容器の温度が露天の温度と等しい場合のみ有益である。なぜなら、氷点以上のいかなる温度でも蒸発させられる唯一の液体だからである。大気が海水より低い温度でも構わないが、総合的な空気の熱伝導 -hal/k が水の熱伝導 -ka^t より大幅に小さくなければならない。

### 空調設備
OTECプラントはビルに冷房を提供することができる。冷房用の熱交換器（コイル）に対して直径が30cmの主パイプに冷水を通し、毎秒0.08m3(80L) の水を送り込むことができると見積もることができる。そして6℃の冷水を通すなら、それは大きな建築物のために十分な冷房を提供できるかもしれない。このシステムが作動するなら8000時間の売電ができ、1kwh当たり5¢ - 10¢の電力を売ることができる。年間の電気代をアメリカにおける電気料金 (U.S. DOE1989) で換算すると20万ドルから40万ドルを節約できると考えられる。

### 冷却土耕
OTECでは冷たい土壌を用いる農業も出来る。冷たい海水を地下のパイプに通すと周りの土壌が冷やされる。植物の根が冷たい土壌にあれば温帯性の植物であっても亜熱帯で栽培することができる。ハワイ州自然エネルギー研究所は実証農園をOTECプラントの近くに整備し、ハワイでは通常生育できない果物や野菜を100種以上栽培する予定である。

### 養殖
養殖はOTECのおそらく最もよく知られた副産物である。OTECで得られる栄養に富んだ海洋深層水を用いてサーモンやロブスターなどの冷たい水に棲む海産物を養殖することが出来る。スピルリナ（健康食品サプリメント）のような微細藻類もまた、海洋深層水で栽培されている。

### 海水淡水化
オープンまたはハイブリッドサイクル・プラントは凝縮器を使用し脱塩された水を作り出すことができる。凝縮器は、オープンシステムで費やされた蒸気と冷たい海水との間接的な接触で水が凝縮する。この水を集めたものを農業のための自然な淡水供給や飲み水が限られている地方に対して売ることができ、水の供給限界を開放する。システム分析の結果、2MWの工場がおよそ4300m3の淡水を生産する可能性があると示している。（出典：Block and Lalenzuela 1985年）

### 採鉱
海水には57種の微量元素が塩やその他の形で溶存しており、OTECはそれらを採鉱する中間拠点となりえる。
貴重な海水溶存物質の採鉱は採算が取れないとされている。これは海水を汲み上げるために莫大なエネルギーが必要であり、また、海水から鉱物を分離抽出するためにも多大なコストが掛かるためである。歴史的には金の抽出が考えられたが、採算の取れる見込みが無く実現しなかった。OTECならば副産物として膨大な海水が既に得られているため、抽出過程のコストさえ下がれば採算が取れる可能性がある。
日本では、波力発電を使って海水に溶存するウランを取り出す方法が研究された。この結果、諸分野（特に材料工学）の成果によって実現の可能性が出てきた。

### 海洋調査
現在の海洋調査には長期にわたって海上停泊できない調査船を当てにしているが、OTECの設備は海洋調査研究の永続的な基地となる。設備は人工岩礁にもなっている。

### 観光
OTECの設備は、深海やリーフダイブを経験したい娯楽的なダイバーに永続的な場を提供する。

## 動作原理
エネルギーの専門家は、もし発電コストの競争力が他の発電技術に並ぶエネルギー源となればOTECによる発電量は数ギガワットになるだろうとしているが、OTECシステムを採算に乗せるのは大変な試みである。OTECのプラントは表層へ冷却水を運ぶため深海に設置する巨大な引き込みパイプなど概して設備が高価である。

### 設置場所による分類
- 陸上のプラント
- 大陸棚固定プラント
- 船上プラント
- 水面間のプラント（概念上）

### 使用されるサイクルによる分類
- オープン サイクル
- クローズド サイクル
- ハイブリッド サイクル

この冷たい海水は3種類のOTECシステムに不可欠である。

#### クローズド サイクル
クローズドサイクルはアンモニアのような低沸点の媒体を用いる。温かい表層水を熱交換器に通して媒体を気化させた蒸気によって発電タービンを回す。次に冷たい深層水を凝縮器に通して蒸気を液体に戻し再利用する。タービンを回す媒体が循環する閉じたシステムであるためにクローズドサイクル（閉じた循環）と呼ばれる。
1979年、ハワイ州立自然エネルギー研究所と民間企業の共同で小さなOTEC実験を行い、クローズドサイクルによる海上発電に初めて成功した。この実験器を積んだ船はハワイアンコースト沖1.5マイル (2.4km) に設置され、船上の照明や運用設備を賄うだけの充分な電力を得た。
1999年 ハワイ州立自然エネルギー研究所ではそれまでで最大の運用規模となる250kW級のクローズドサイクルOTECを試験的に製作したがそれ以降、アメリカで新しいOTECの実験器は作られていない。主としてエネルギー創出に関する経済性の問題が解決されていないためであるが、プラントの運用は継続中である。
アメリカ以外にはインド政府がOTECの研究をしており、クローズドサイクルによる1MW級の海上施設OTECプラントを建設している。

#### オープン サイクル
オープンサイクルは媒体として熱帯の海洋表層水を用いる。温かい表層水を低圧沸騰器に入れ水を気化させた蒸気によって低圧発電タービンを回す。塩分を低圧沸騰器に残しているので、タービンを回した蒸気を冷たい深層水で凝縮すると純水を得ることが出来る。タービンを回す媒体が密閉されず次々と供給される循環のため、オープンサイクル（開いた循環）と呼ばれる。
1984年、太陽エネルギー研究所（現：国立再生可能エネルギー研究所）はオープンサイクルで温かい海水を低圧蒸気に変換するための垂直噴出蒸発器を開発し、エネルギー変換効率は97%を達成した (注: 垂直噴出式蒸発器を用いたOTECシステムの全体効率は今尚わずか数%である)。1993年3月にハワイ、ケアホールポイントのオープンサイクルプラントで50,000ワットの正味電力を作り出し1982年に日本の研究が打ち立てた40kWの記録を破った。

#### ハイブリッド
ハイブリッドはクローズドサイクルとオープンサイクルの両方の特徴を組み合わせたものである。ハイブリッドOTECシステムではオープンサイクルの気化プロセスに似た吸入室に温かい海水を通してフラッシュ気化によって蒸気に変換する。蒸気はアンモニア気化器の反対側の上でメガネ・サイクル輪の加工液を蒸発させる。次に、蒸発している流体は電気を発生させるタービンを動かす。蒸気は、熱交換器の中に凝縮して、脱塩された水を供給する。
システムで発電された電気は、送電網に供給するか、メタノール、水素、金属の精錬、アンモニア、及び類似品の製造に使用できる。

## OTECシステムの技術的な分析
OTECシステムは熱力学的なサイクル（仕様）に基づいて、(1)クローズドサイクル、(2)オープンサイクル、の2種類に分類できる。

### 深さによる海洋の温度の変化
海洋が受ける総日射量 = (5.457 × 1018 MJ/yr) × 0.7 = 1.9 × 1018 MJ/yr. (taking an average clearness index of 0.5)
このエネルギーの15%が吸収される。
```
ランベルトの法則
を使って水に吸収されるエネルギーの定量化が可能である。
```

{\displaystyle -{\frac {dI(y)}{dy}}=\mu I}
このなかでy は水深、I は光強度、μ は吸収係数である。
この 微分方程式を解いて、
{\displaystyle I(y)=I_{0}\exp(-\mu y)\,}
吸収係数 μは非常に澄んだ水の0.05 m−1から非常に塩分濃度が高い水の0.5 m−1に及ぶ。
光強度は水深yに伴って 指数関数的に減衰するので、熱の吸収は上層に集中して起こる。熱帯では通常、水深1km以上で水温10℃である一方、表面温度は25℃を上回る。上部により温かい、すなわち軽い水が存在するため、対流が生じない。熱勾配が小さいために熱伝導による熱移動は少なく、この温度差を解消するには至らない。従って、海洋は事実上、高温熱浴と低温熱浴であるとみなすことができる。この温度差は緯度、季節に伴って変化し熱帯、亜熱帯、赤道で最大になる。従って、一般に熱帯がOTECシステムの設置に最適である。

### オープンサイクル（クロード・サイクル）
この方式では、約27℃の表層水は、飽和圧力よりわずかに低い圧力に維持された蒸発器に入る。
したがって、蒸発装置に入る水は過熱状態にある。
{\displaystyle H_{1}=H_{f}\,}
ここで Hf は液体の水の入り口温度 T1 におけるエンタルピー である。
この一時的に過熱状態になった水は、従来の加熱面を接触させるボイラーで行われるプール沸騰とは異なる、等積的な沸騰状態にさらされる。
すなわち水は二相平衡状態で部分的に蒸気となる。蒸発器の内圧がT2 における水の飽和圧力に維持されると仮定すると、この過程は等エンタルピーであり、
{\displaystyle H_{2}=H_{1}=H_{f}+x_{2}H_{fg}\,}
ここで、x2 は蒸発した水を質量で割ったものである。
タービンの単位流量（質量）あたりの温水の流量（質量）は1/x2 である。
蒸発器の低い圧力は減圧ポンプによって維持され、またそれによって溶解した凝縮性のガスを蒸発器から取り除く。これにより蒸発器の内部は、低い品質の水と蒸気を混合したものになる。蒸気は飽和水蒸気として、水とは分離された状態となっている。残った水は飽和状態となり、オープンサイクルで海洋に戻される。プロセスにより取り出した蒸気は非常に低圧で体積が大きな作動流体である。特殊な低圧タービン内で膨張する。
{\displaystyle H_{3}=H_{g}\,}
ここで、Hg は T2 に対応する。理想的な、可逆断熱的な（等エントロピー）タービンについて、
{\displaystyle s_{5,s}=s_{3}=s_{f}+x_{5,s}s_{fg}\,}
上式はタービンの排気温度T5に対応したもので、x5,s は点 5 における質量比である。
T5 におけるエンタルピーは次のようになる。
{\displaystyle H_{5,s}=H_{f}+x_{5,s}H_{fg}\,}
このエンタルピーは小さい。可逆断熱的なタービンの仕事は H3-H5,s  である。
実際のタービンの仕事 WT = 
(H3-H5,s) × ポリトロープ効率
{\displaystyle H_{5}=H_{3}-\ \mathrm {actual} \ \mathrm {work} }
凝縮器の温度と圧力は低い。タービン排気は海洋に直接戻されるので、直接接触する凝縮器が用いられる。このため排気はほぼ飽和した水となる、冷たい深水パイプからの冷水と混合される。この水は海洋に戻される。
T5において H6=Hfである。
T7 は冷たい海水と混合した排気の温度であるため蒸気部分は無視できる。
{\displaystyle H_{7}\approx H_{f}\,\ at\ T_{7}\,}
段階により温度に違いがある。表層の温水と作動蒸気の温度差、排気蒸気と冷却水の温度差、凝縮器に到達した冷却水と深層水の温度差である。これらは全体的な温度差を減少させる外的な不可逆性を示す。
単位タービン流量（質量）あたりの冷却水の流量は、
{\displaystyle {\dot {m_{c}={\frac {H_{5}-\ H_{6}}{H_{6}-\ H_{7}}}}}\,}
タービンの流量（質量） {\displaystyle {\dot {M_{T}}}={\frac {\mathrm {turbine} \ \mathrm {work} \ \mathrm {required} }{W_{T}}}}
温水の流量（質量）{\displaystyle {\dot {M_{w}}}={\dot {M_{T}{\dot {m_{w}}}}}\,}
冷水の流量（質量）{\displaystyle {\dot {{\dot {M_{c}}}={\dot {M_{T}m_{C}}}}}\,}

### クローズドサイクル（アンダーソン・サイクル）
1960年代に、Sea Solar Power, Inc の Hilbert Anderson により開発が始められた。このサイクルでは、QHは蒸発器の中で、温海水から作動流体に移動される熱である。作動流体は蒸発器から露点付近にあるガスとして排出される。
この高圧、高温のガスはタービンの中でWTを取り出すために膨張される。作動流体はタービン出口で若干過熱状態にあり、タービンは可逆断熱的な、膨張に基づき通例90%程度の効率を持つ。タービンの出口より作動流体は凝縮器に入り、熱 -QC を冷海水に排熱する。凝縮された作動流体はサイクルの中でポンプの仕事WCを必要とし高圧に圧縮される。
すなわち、アンダーソンのクローズド・サイクルは、アンダーソンサイクルでは作動流体が華氏数度以上に過熱されることはないという点を除けば、従来のパワープラントのサイクルに似たランキンサイクルである。
蒸発器と凝縮器の両方で、粘性効果により、圧力損失が生じることが認識されている。こうした圧力損失は、熱交換器の種類に依存しており、最終的な設計計算の際に考慮されるべきだが、ここでは解析を簡単にするため無視する。すなわち、寄生的な凝縮ポンプの仕事WCは、熱交換器の圧力損失が含まれていればさらに小さくなる。そのほかの寄生的にエネルギーを必要とするのは、冷水ポンプの仕事WCTと温水ポンプの仕事WHTである。
そのほかすべての寄生的に必要なエネルギーをWAで表すと、OTEC プラントから得られる仕事の総量WNP は次のようになる。
{\displaystyle W_{NP}=W_{T}+W_{C}+W_{CT}+W_{HT}+W_{A}\,}
作動流体によって行われる熱力学的サイクルは寄生的に必要なエネルギーについて詳細に検討せずに解析することが可能である。熱力学第一法則より、系の作動流体に対するエネルギー均衡は
{\displaystyle W_{N}=Q_{H}+Q_{C}\,}
ここで WN = WT + WC は、熱力学サイクル全体の仕事である。熱交換器内で作動流体の圧力損失がないと仮定した理想的な場合には
{\displaystyle Q_{H}=\int _{H}T_{H}ds\,}
であり、また
{\displaystyle Q_{C}=\int _{C}T_{C}ds\,}
熱力学サイクルの仕事の総量を以下のようにすることができる。
{\displaystyle W_{N}=\int _{H}T_{H}ds+\int _{C}T_{C}ds\,}
過冷却された液体は蒸発器に入る。温海水との熱交換により、蒸発が起こり、通常は過熱状態の蒸気が凝縮器を出る。蒸気はタービンを回し、二相混合の状態で凝縮器に入る。通例、過冷却の液体が凝集器を出て、その液体はポンプで蒸発器に送られ、サイクルを完結する。

#### 作動流体
過去数十年間にわたりクローズドOTECサイクルに用いるためさまざまな液体が提案されてきた。優れた伝達特性を持ち、入手性がよく、コストが低いアンモニアがもっとも一般的な選択肢であった。しかし、アンモニアは有害で可燃性である。もしオゾン層の破壊を促進するということがなければ、CFC（フロン）やHCFC（代替フロン）のようなフッ化炭素化合物がよりよい選択であった。炭化水素もよい候補であるが、これらは可燃性が高い。パワープラントのサイズは作動流体の蒸気圧に依存する。高い蒸気圧の流体を用いると、タービンや熱交換器のサイズは小さくなるが、パイプと熱交換器の内壁の厚さを、特に蒸発器側の高い圧力に耐えられるよう増加させる必要がある。

### 技術的な課題

#### 溶解ガスによる熱交換器の性能の低下
Claudサイクルに関して特に重要な技術的な問題として、典型的なOTEC境界条件で動作する、直接接触する熱交換器の性能がある。初期のClaudサイクルの設計は、性能が良く理解されていたため表面凝縮器を用いた。しかし、直接接触する凝縮器には、大きな利点がある。温海水が取水パイプを上昇する際、気化する点まで圧力が低下する。この方法により大量のガスが発生すると、直接接触の熱交換器の前にガストラップを設計することが十分意味のあることになる。温海水取り入れ口における状態をシミュレートした実験によると、溶解した気体の30%は取り入れ管の上部8.5mで気化する。海水をあらかじめ脱気しておくことと、すべての圧縮機から発生する非圧縮性ガスを取り除くという方式の違いによるトレードオフは、ガス発生の物理学、脱気装置の効率や、損失水頭 (head loss)、排気圧縮器の効率や寄生的な損失に依存する。実験結果によると垂直方向に噴き上げる形式の圧縮機は、下降ジェットのタイプより30%程度高い性能を発揮する。

#### 不適切なシーリング
蒸発器、タービン、凝縮器は大気圧に対して3 - 1%のほぼ真空状態で動作する。このことは、解決しなければならない多数の実用的な問題を生じさせる。まず、このシステムは、大気が進入してくることを防ぐため、慎重にシールしなければならない。次に、OTEC のクローズ・サイクルの場合には、低圧蒸気の体積は、圧縮された作動流体と比べて非常に大きい。すなわち、蒸気の速度が過大に大きくならないよう各コンポーネントに十分に大きな流路を確保しなければならない。

#### 排気の圧縮機による寄生電力消費
排気圧縮機の寄生力を減らすためのアプローチは次の通りである。蒸気の大半が凝縮器で凝縮された後、凝縮できない蒸気の混合物は、ガスと蒸気の反応を5倍増加させる対向流れの部分を通る。
結果として排気ポンプ出力への要求を80%低下できる。

## 課題

### 政治的な課題
OTECの施設は大なり小なり海上を占有するため、厳格にその所在と法的な地位が海洋法に関する国際連合条約に影響される。この条約は沿岸から3海里の特別区域の領海、12海里の領海、200海里の排他的経済水域（EEZ）のそれぞれの水域に各国に対して合法的な権限を与えるが、これがOTECプラントの構造物、設備と所有権に関して潜在的な衝突や取締りを受ける障害を作り出している。OTECに似た施設として人工島が考えられるが、この条約下においてこれらの構造物に法的な権限や所有権は与えられない。将来的にOTECプラントは脅威とみなされるか、もしくは国際海底機構の管理下で海底開発や漁業管理のパートナーとして受け入れられるかのどちらかである。2006年時点、アメリカ合衆国は強い世論にもかかわらずこの条約を批准していない。

### 経済的な課題
OTECが電力源として成功するためには有利な税制と補助金などの政治的な支持と、他の発電方式との競争力を得る自助努力の両方が必要である。
OTECのシステムはまだ広範な展開がなされていないためそのコストを評価することに無関心であるが、一説によると1kW時当たり$.07 USD程度であり補助を受けた風力発電の$.07に比肩するが、原子力発電の$.0192には及ばないとされる。法規と補助金を別にしてOTECを考える際の考慮すべき論点として、
- 廃棄物を出さず、燃料に限りがない再生可能資源である。
- 設置可能な地理条件を満たす水域は限られる[12]。
- 石油依存の政治的な影響を受けた波力発電やメタンハイドレートのような海洋資源の代替方式の開発促進
- 一つのポンプで養殖やレアメタルの採鉱を組み合わせる可能性

## 関連書籍
- 「7 海洋温度差発電の技術の現状とロードマップ (PDF) 」『NEDO 再生可能エネルギー技術白書』独立行政法人新エネルギー・産業技術総合開発機構（2010年7月27日）
- Vega, Luis A. 「Ocean Thermal Energy Conversion (PDF) 」、『Encyclopedia of Sustainability Science and Technology』、Springer、2012年8月、7296-7328頁。（英語）